# Kreuzpolarisation

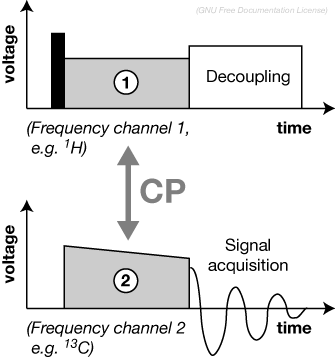
Die CP-Pulsfolge. Die Sequenz beginnt mit einem 90º-Puls auf dem reichlich vorhandenen Kanal (typischerweise H). Dann werden CP-Kontaktpulse, die der Hartmann-Hahn-Bedingung entsprechen, angelegt, um die Magnetisierung von H auf X zu übertragen. Schließlich wird der freie Induktionszerfall (free induction decay, FID) der X-Kerne nachgewiesen, typischerweise mit 1H-Entkopplung.

Die Kreuzpolarisation (englisch cross-polarization, CP) ist eine Technik der Festkörper-Kernspinresonanz (englisch solid-state nuclear magnetic resonance, ssNMR) zur Übertragung der Kernmagnetisierung von verschiedenen Kerntypen über heteronukleare dipolare Wechselwirkungen. Sie wurde ursprünglich als protonenverstärkte Kerninduktionsspektroskopie (englisch proton-enhanced nuclear induction spectroscopy) veröffentlicht.
Die 1H-X-Kreuzpolarisation verbessert die Empfindlichkeit von ssNMR-Experimenten bei den meisten Experimenten mit Spin-1/2-Kernen erheblich, da sie sich die höhere 1H-Polarisation und die kürzeren T1(1H)-Relaxationszeiten zunutze macht. Sie wurde von Michael Gibby, Alexander Pines und Professor John S. Waugh am Massachusetts Institute of Technology entwickelt.

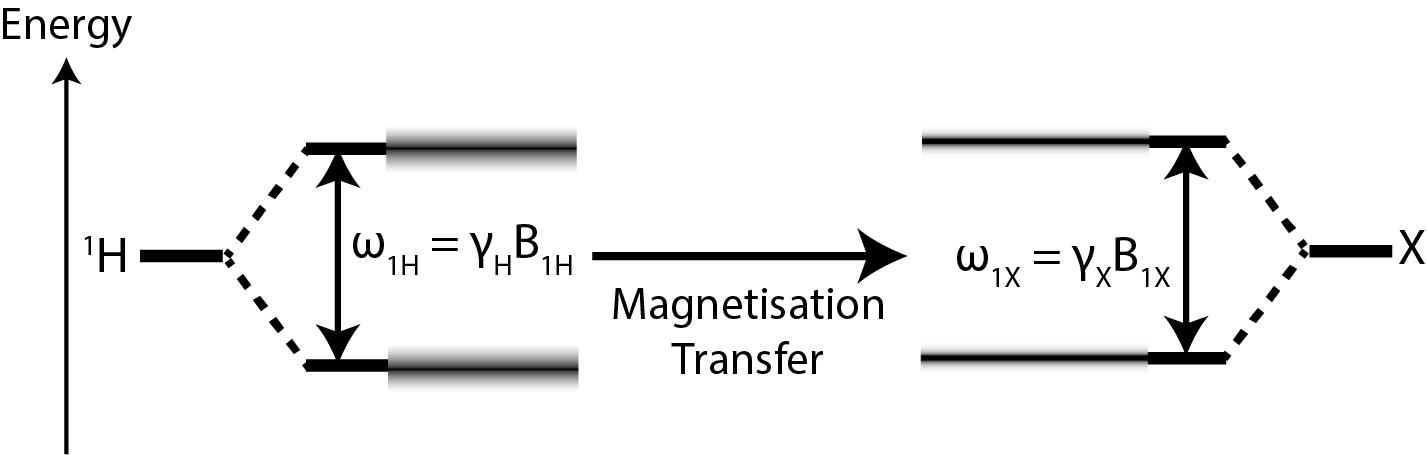
Wenn die Hartmann-Hahn-Bedingung erfüllt ist, gleichen sich die Energieniveaus im Radiofrequenz-Drehkörper an und ermöglichen die Magnetisierungsübertragung.

Bei dieser Technik wird die natürliche Kernpolarisation eines häufig vorkommenden Spins (typischerweise 1H) ausgenutzt, um die Polarisation eines seltenen Spins (z. B. 13C, 15N, 31P) zu erhöhen, indem die Probe mit Radiowellen bei Frequenzen bestrahlt wird, die der Hartmann-Hahn-Bedingung entsprechen:
{\displaystyle \gamma _{H}B_{1}(^{1}{\text{H}})=\gamma _{X}B_{1}({\text{X}})\pm n\omega _{R}}
wobei 𝛾 die gyromagnetischen Verhältnisse sind, 𝜔𝑅 die Rotationsrate ist und 𝑛 ist eine ganze Zahl. Dieser Vorgang wird manchmal auch als „Spin-Locking“ bezeichnet. Die Leistung eines Kontaktpulses wird in der Regel rampenförmig erhöht, um eine breitbandigere und effizientere Magnetisierungsübertragung zu erreichen.
Die Veränderung der Intensität des X-NMR-Signals während der Kreuzpolarisation ist ein Auf- und Abbauprozess, dessen Zeitachse gewöhnlich als „Kontaktzeit“ bezeichnet wird. Bei kurzen CP-Kontaktzeiten kommt es zu einem Aufbau der X-Magnetisierung, bei dem die Übertragung der 1H-Magnetisierung von nahe gelegenen Spins (und entfernten Spins durch Protonenspindiffusion) auf X stattfindet. Bei längeren CP-Kontaktzeiten nimmt die X-Magnetisierung durch T1ρ(X)-Relaxation ab, d. h. durch den Zerfall der Magnetisierung während eines Spin-Locks.